# Čtvercové pyramidové číslo

Čísla, získávána postupným sčítáním jednotlivých počtů koulí, jsou čísla pyramidová

Pyramidové číslo je číslo, jež se dá geometricky zkonstruovat jako prostorové rozšíření čísla, které je druhou mocninou.
Pokud spočítáme počet koulí, které jsou nutné k sestrojení pyramidy mající čtvercovou základnu sestavenou z n × n koulí, dostaneme pyramidové číslo.
Počáteční pyramidová čísla jsou 1, 5, 14, 30, 55, 91, 140, 204, 285, 385, 506, 650, 819, 1 015, 1 240, 1 496 a 1 785.
Vzorec pro výpočet pyramidového čísla je:
{\displaystyle {\frac {n(n+1)(2n+1)}{6}}}
Nebo:
{\displaystyle {\frac {2n^{3}+3n^{2}+n}{6}}}
N-té pyramidové číslo můžeme sestrojit také jako součet n druhých mocnin:
{\displaystyle \sum _{i=1}^{n}i^{2}=1^{2}+2^{2}+3^{2}+4^{2}+\cdots +n^{2}={\frac {n(n+1)(2n+1)}{6}}}
Posloupnost rozdílů jednotlivých pyramidových čísel je tedy vlastně posloupností druhých mocnin čísel jdoucích po sobě:
- 5 – 1 = 4; {\displaystyle 2^{2}} = 4
- 14 – 5 = 9 ; {\displaystyle 3^{2}} = 9